# Gypona saeva
Gypona saeva är en insektsart som beskrevs av Delong 1980. Gypona saeva ingår i släktet Gypona och familjen dvärgstritar. Inga underarter finns listade i Catalogue of Life.